# باشگاه فوتبال فارول کنستانتسا
باشگاه فوتبال فارول کنستانتسا (انگلیسی: FCV Farul Constanța) یک باشگاه فوتبال مستقر در شهرستان کنستانتسا، رومانی است که در حال حاضر در لیگ دسته اول فوتبال رومانی، بالاترین سطح لیگ فوتبال در این کشور به فعالیت می‌پردازد.
این باشگاه در فصل ۲۰۲۳-۲۰۲۲ قهرمان لیگ دسته اول فوتبال رومانی شد.